# Can't Stop Fallin' in Love
〈Can't Stop Fallin' in Love〉는 일본의 팝 밴드 globe의 일곱 번째 싱글 앨범으로, 1996년 10월 30일 발매되었다. (8cm CD: AVDG-71007) 가사는 코무로 테츠야와 마크 팬서 (MARC)가 함께 썼으며, 작곡과 편곡은 코무로가 맡았다. 곡은 동일본여객철도가 91년부터 지속해오고 있는 스키 여행 캠페인 "JR ski ski"의 1996-97 시즌 광고에 사용되었다.
이 작품은 130만 장 이상 팔려 밀리언 셀러를 기록한 globe의 대표곡 중 하나로서, 이 밴드가 발매했던 싱글 중에서 세 번째로 많은 판매량을 올렸다. globe는 그 해에 방송되었던 제47회 NHK 홍백가합전에 처음으로 출연했고 이 곡을 선보였다.
2014년 JUJU가 리메이크 음반 《Request II》에 이 곡을 담았으며, 2015년 발매된 globe의 20주년 기념 헌정 음반 《#globe20th -SPECIAL COVER BEST-》에도 이 곡이 실려있는데, 부른 사람은 토야마 미레이였다.

## 수록곡
| #            | 제목                                              | 작사                 | 작곡          | 편곡          | 재생 시간 |
| ------------ | ------------------------------------------------- | -------------------- | ------------- | ------------- | --------- |
| 1.           | 〈〈Can't Stop Fallin' in Love〉〉 (STRAIGHT RUN) | 코무로 테츠야 / MARC | 코무로 테츠야 | 코무로 테츠야 | 5:51      |
| 2.           | 〈〈Can't Stop Fallin' in Love〉〉 (EXTENDED MIX) |                      |               |               | 7:30      |
| 3.           | 〈〈Can't Stop Fallin' in Love〉〉 (INSTRUMENTAL) |                      |               |               | 5:48      |
| 총 재생 시간 | 총 재생 시간                                      | 총 재생 시간         | 총 재생 시간  | 총 재생 시간  | 19:09     |